# Alexandr Pičuškin
Alexandr Jurjevič Pičuškin (rusky Александр Юрьевич Пичушкин, * 9. dubna 1974, Mytišči, Moskevská oblast) je ruský sériový vrah.

## Biografie
Zabil podle svých slov 60 lidí v Bitcevském parku v Moskvě. Jeho cílem bylo překonat Andreje Čikatila, který zabil 56 lidí a tudíž to z něj udělalo nejslavnějšího a nejvýkonnějšího vraha Ruska.
První vraždu spáchal v roce 1992, kdy zabil svého spolužáka. Těla mrtvých lidí zpočátku házel do kanalizace, proto se spousta lidí, co zavraždil, považovala za nezvěstné, později mrtvoly do kanalizace přestal házet a nechával je na povrchu, díky tomu na něj policie přišla. Dokázáno mu bylo 49 vražd, ostatní mu nebyly prokázány, avšak Pičuškin se k nim sám doznal, chtěl prý zavraždit celkem 64 lidí - tolik je políček na šachovnici (proto se mu říkalo Šachovnicový vrah). U soudu proti verdiktu o vině neprotestoval. Protestoval proti počtu vražd. Řval na soudce, že spáchal více než 56 vražd a jeho rekord patří jemu, a ne Čikatilovi. Obhajoval se také, že není krutý, všechny své oběti dobře znal a nikoho z nich po vraždě neokradl, přestože u sebe někteří měli cennosti. Před vynesením rozsudku prohlásil, že svou poslední řeč věnuje hluchoněmým. V říjnu 2007 byl odsouzen k doživotnímu trestu.